# Weihnachtspäckchen … haben alle zu tragen

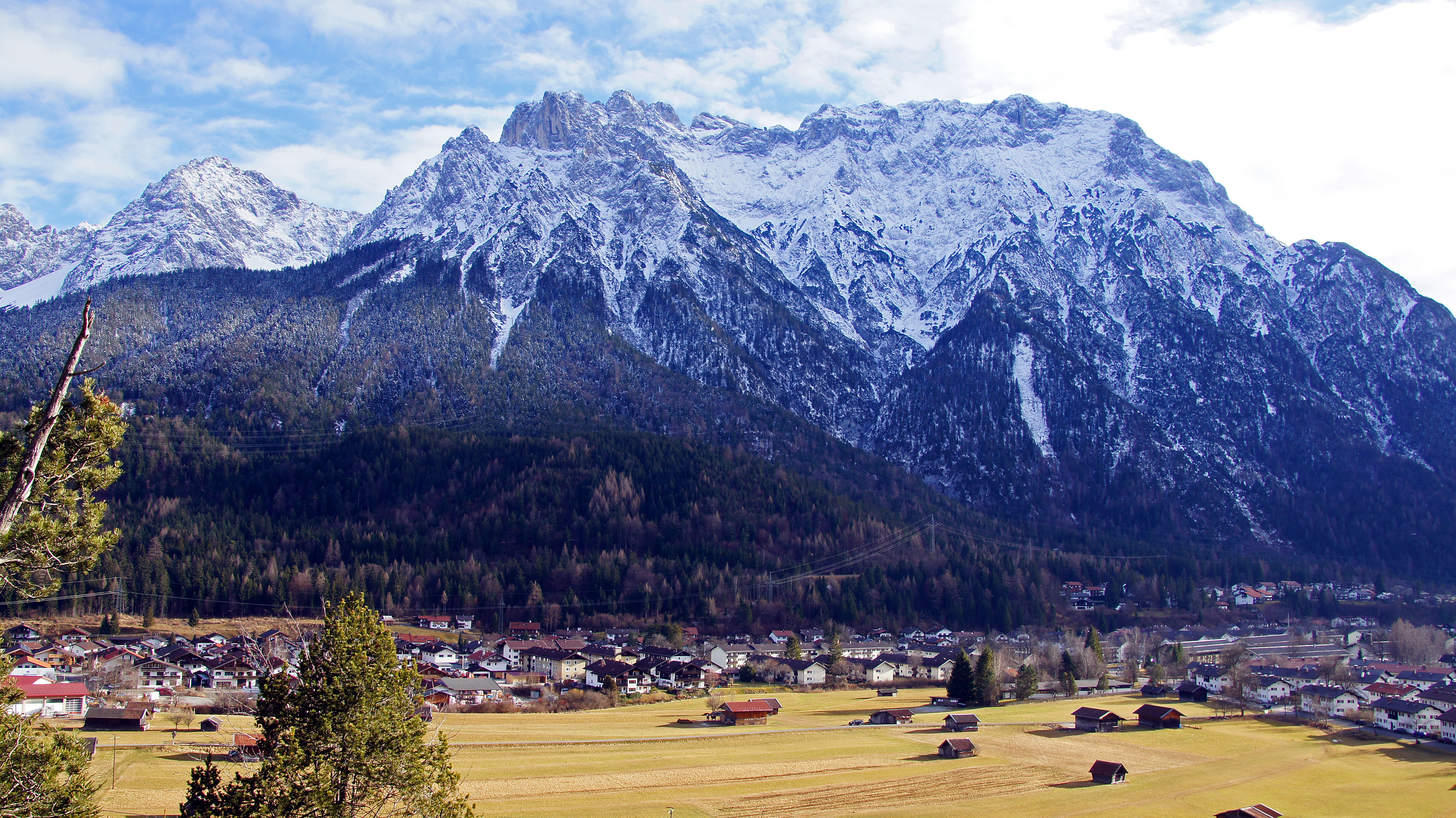
Der Film spielt in einem Hochgebirgsort (Drehort: Mittenwald)

Weihnachtspäckchen … haben alle zu tragen ist ein deutscher Fernsehfilm von Stefan Bühling aus dem Jahr 2023. Der Weihnachtsfilm ist seit dem 16. November 2023 in der ZDFmediathek verfügbar, ehe der Film am 3. Dezember 2023 im Abendprogramm des ZDF in der Herzkino-Reihe ausgestrahlt wurde.

## Handlung
Der Film erzählt verschiedene Episoden, die sich im vorweihnachtlich-winterlichen Mittenwald abspielen und an einigen Punkten miteinander verknüpft sind:
Das homosexuelle Bäckerpaar Julian und Tim erfährt am Tag vor Heiligabend, dass ihr Adoptionsantrag vorzeitig angenommen wurde und sie noch am selben Tag ihren Sohn Jonny bei sich aufnehmen dürfen. Die beiden sind mit dem drei Wochen alten Säugling, der sie ganz schön auf Trab hält, zunächst ziemlich überfordert. Gemeinsam versuchen sie, die Herausforderungen des Elternseins zu meistern.
Frank fährt nach Mittenwald, um eine Frau aufzusuchen. Er trifft nur deren Nachbarin Ruth, von der er erfährt, dass die Gesuchte Weihnachten am Meer verbringt. Beide verstehen sich gut und Frank beschließt, ein paar Tage in Mittenwald zu bleiben. Als Ruth erfährt, dass Frank den Mann ihrer Nachbarin totgefahren hat, bricht sie mit ihm. Als dieser weiterhin vor dem Haus der Witwe wartet, spricht sie noch einmal mit ihm und erfährt seine Geschichte. Sie nimmt ihn Weihnachten bei sich auf, er wird nach der Rückkehr der Nachbarin diese kontaktieren und mit ihr reden.
Die übergewichtige Henny fühlt sich von Mutter Sibylle zu sehr gemaßregelt und möchte deshalb jetzt lieber bei ihrem Vater Guido in Mittenwald leben. Da Sibylles Auto abgeschleppt wird, verbringt sie den Abend und dann sogar die Nacht mit Guido. Später vertragen sich Henny und Sybille und die Mutter akzeptiert die Entscheidung der Tochter, zu Guido zu ziehen. Guido schlägt vor, dass die drei vor Sibylles Abfahrt gemeinsam zu Abend essen.
Henny und eine Freundin treffen den 15-jährigen Elias, der wegen seines gewalttätigen Vaters von zu Hause weggelaufen ist. Damit er jetzt nicht in der Kälte schlafen muss, verstecken ihn die Mädchen in einem Zimmer des Hotels, das die Mutter von Hennys Freundin leitet. Als der Junge später weiter nach München möchte, vermittelt ihm der Paketzusteller Adika, der vor Jahren selbst flüchten musste, einen Platz in einer betreuten Wohngruppe über Weihnachten.
Adika würde Altenpflegerin Tessa gern näher kennenlernen. Eine Gelegenheit ergibt sich, als er Tessa hilft, zwei ihrer Rentner, Charlotte und Willi, zu ihrem geliebten Weihnachtslauf zu fahren. Da Tessa über Weihnachten arbeiten muss, organisiert Adika mit Hilfe der beiden Rentner ein Weihnachtsessen mit den Speisen, die es immer in Tessas Familie zu Hause gab. Die Überraschung gelingt, nach dem Essen küssen sich Adika und Tessa in der Küche.
Der Film klingt mit dem im Hintergrund spielenden Lied Happy Xmas (War Is Over) von John Lennon aus und zeigt, wie die Beteiligten den Abend verbringen.

## Produktion
Der Film wurde vom 31. Januar 2023 bis zum 2. März 2023 in Mittenwald und Garmisch-Partenkirchen gedreht. Produziert wurde der Film für das ZDF Herzkino von der Relevant Film (Produzentin Heike Wiehle-Timm), als Producerin fungierte Rieke Bubert. Redaktionell betreut wurde die Produktion von Berit Teschner

## Rezeption

### Kritik
Bei tittelbach.tv gibt Kritiker Tilmann P. Gangloff dem Weihnachtsfilm insgesamt 3,5 von 6 Sternen.
Oliver Armknecht gibt dem Film in seiner Besprechung bei film-rezensionen.de insgesamt 6 von 10 Punkten.
Das Lexikon des internationalen Films gibt zwei von fünf Sternen. Es bemängelt, dass der Film „eher bemüht darin [wirke], unbeschwerte Stimmung zu erzeugen“, stellt aber fest, dass „[i]n den einzelnen Episoden und den darstellerischen Leistungen […] vereinzelt […] durchaus Lebensnähe auf[blitzt], die dem schlimmsten Kitsch entgegensteuert.“

### Einschaltquote
Die Erstausstrahlung des Films am 3. Dezember 2023 im ZDF, die parallel zur Tatort-Ausstrahlung im Ersten erfolgte, sahen in Deutschland 3,84 Millionen Zuschauer, was einem Marktanteil von 12,7 % entspricht.